# Zantyr
Zantyr (alternatywne nazwy pol. Santyr, Zantir; niem. Zantirburg, Burg Zanthir) – uroczysko, wcześniej gród w województwie pomorskim, w powiecie sztumskim, w gminie Sztum, na południe od wsi Uśnice lub w rejonie Białej Góry u zbiegu Nogatu i Wisły. Znajduje się w Obszarze Chronionego Krajobrazu Rzeki Nogat, na południowym krańcu Żuław Wiślanych.

## Historia
Pierwsze udokumentowane wzmianki o Zantyrze pojawiły się w roku 1240 w dokumencie papieża Grzegorza IX, w którym zawarto skargę biskupa misyjnego Chrystiana z Oliwy na zniszczenie przez Krzyżaków między innymi kościoła biskupiego, miasta i grodu Sanctir. Obszary pruskiej Pomezanii zostały częściowo zdobyte i opanowane przez książąt pomorskich, którzy (Świętopełk gdański) na prawym, wysokim brzegu Nogatu założyli gród Zantyr wraz z podgrodziem. 
W grudniu 1251 Sambor II podarował Zantyr Zakonowi krzyżackiemu za pomoc przy budowie zamku tczewskiego i w Gorzędzieju. Inna wersja informuje o sprzedaży Krzyżakom grodu w Zantyrze przez Świętopełka II Wielkiego. W 1266 po śmierci Świętopełka Mściwoj II domagał się zwrotu Zantyru, nazywając Krzyżaków żebrakami przypisującymi sobie prawo do grodu. W 1275 roku Grzegorz X potwierdził posiadanie przez Krzyżaków wyspy Zantyr. Około 1280 roku Krzyżacy zaczęli wznosić, częściowo z materiałów uzyskanych z rozbiórki starych zabudowań klasztornych grodu w Zantyrze, zamek w dolnym biegu Nogatu, który nazwali Marienburg (Malbork). W 1399 wyświęcono kościół w Zantyrze. Podczas wojny trzynastoletniej 1454–1466 prowadzono walki o kościół w Zantyrze. Miejscowość Zantyr jest widoczna na mapie Hennenberga z 1576 roku oraz Suchodolca z lat 1700–1713. 
Lokalizacja Zantyru do dziś nie została ostatecznie wyjaśniona.